# Alberto Melián
Alberto Ezequiel Melián (* 2. Januar 1990 in Villa Dolores) ist ein argentinischer Profiboxer im Superbantamgewicht. Als Amateur war er Olympiateilnehmer von 2012 und 2016 im Bantamgewicht.

## Amateurkarriere
Alberto Ezequiel Melián erreichte den zweiten Platz bei den Südamerikaspielen 2010 und den ebenfalls zweiten Platz bei der amerikanischen Olympiaqualifikation 2012 in Rio de Janeiro. Nach Siegen gegen Imran Khan, Guyana (20:5), Alberto Machado, Puerto Rico (17:8) und William Encarnación, Dominikanische Republik (16:8), verlor er im Finale gegen Óscar Valdez, Mexiko (11:29).
Daraufhin durfte er an den Olympischen Spielen 2012 in London teilnehmen, unterlag dort aber im ersten Kampf gegen Sergei Wodopjanow, Russland (5:12).
Für die Argentina Condors nahm er in der Season III und IV der World Series of Boxing teil und gewann acht von neun Kämpfen. Weiters war er unter anderem Teilnehmer der Weltmeisterschaften 2009, 2011 und 2013. 2014/15 boxte er zudem in der AIBA Pro Boxing Serie und gewann vier von sechs Kämpfen; im Title Match unterlag er gegen den Franzosen Khedafi Djelkhir, welchen er jedoch in einer vorherigen Begegnung besiegt hatte.
Bei den Panamerikameisterschaften 2015 in Venezuela schied er gegen Robenilson de Jesus im Viertelfinale aus. Im März 2016 kam er bei der amerikanischen Olympiaqualifikation in Buenos Aires bis ins Finale, wo er gegen Shakur Stevenson ausschied. Zuvor besiegte er Robeisy Ramírez aus Kuba (3:0), Sergio Chirino aus Mexiko (3:0) und Carlos Caraballo aus Puerto Rico (3:0). Er qualifizierte sich damit für die Olympischen Sommerspiele 2016, wo er im Viertelfinale gegen Murodjon Ahmadaliyev ausschied.
Bei den Panamerikameisterschaften 2017 schied er im Viertelfinale gegen den Mexikaner Christopher Flores aus und qualifizierte sich damit für die Weltmeisterschaften 2017 in Hamburg, wo er im Achtelfinale gegen Bilel Mhamdi unterlag.

## Profikarriere
Sein Profidebüt gab Alberto Melián am 16. Dezember 2017. In seinem erst zweiten Kampf im März 2018, gewann er die argentinische Meisterschaft im Superbantamgewicht. Im Januar 2019 gewann er zudem den NABA-Titel.
Im März 2021 besiegte er den ebenfalls ungeschlagenen Frency Saya und gewann dadurch den Titel WBA Intercontinental.